# 搜尋宜居行星掩食極低溫恆星
搜尋宜居行星掩食極低溫恆星（Search for habitable Planets EClipsing ULtra-cOOl Stars）是智利帕拉納爾天文台南方天文台（SSO）和特內裡費島泰德天文台北方天文台（SNO）組成的計畫。
南方天文台由四台ASTELCO公司製造的 1 公尺主孔徑里奇-克萊蒂安望遠鏡組成。每台望遠鏡都配備了NTM-1000機器支架，將在1000顆超冷恆星和棕矮星周圍搜尋地球大小的系外行星。
截至2019年6月，北方天文台由一架望遠鏡組成，但未來可能會增加更多望遠鏡，最多可達三架。